# 宗正
宗正（そうせい）は、中国の秦から清までの諸王朝の多くに置かれた官職である。皇族に関する事務を扱った。

## 秦
古くは秦の時代にあった。『漢書』「百官公卿表」に「秦官」とある。また、発掘された秦代の封泥に「宗正」と書かれたものが見つかっている。

## 前漢
前漢では高祖7年（紀元前200年）に置かれた。前年に、劉賈と劉肥を初の同姓（皇族）王として封じたため、遠い地の親族を把握する必要が生じたのであろう。
職掌は「親属を掌る」こと、つまり皇族に関することである。具体的には「属籍」という皇族の名簿を管理していた。宗正は皇族の劉氏から選ばれるのが原則であった。例外的に他の官職を持つ者が兼任するときに、劉氏以外の人が宗正となることがあった。
補佐として宗正丞を1人置き、属官には以下のものがあった。
- 都司空令 - 都司空丞
- 内官長 - 内官丞
- 公主家令
- 門尉

このうち内官ははじめ少府に属し、ついで主爵都尉に属し、後に宗正に属した。都司空、内官の職務については諸説ありはっきりしない。公主家令は皇帝の娘である公主の家をとりしきった官で、公主ごとについた。門尉は公主の護衛であろう。
三公九卿の九卿の1つとされた。
平帝の元始4年（4年）に宗伯と改称された。

## 新
新の王莽の時代には、宗伯の管轄部門は秩宗（前漢の太常）に吸収された。

## 後漢
後漢では宗正に戻された。定員1人で、秩禄は中二千石。王国の嫡庶の序列を管轄し、諸宗室の親等の遠近、郡国の存続年を宗室の名籍に計上した。また、皇族の成年が法を犯したときは、まず宗正が諮問してから処罰した。丞を1人置き、秩禄は比千石。属官である公主家令は、各家に1人置かれ、秩禄は六百石。それぞれに丞1人を置き、秩禄は三百石。

## その後
その後の王朝では、宗正または宗正卿の名で置かれたり、あるいは省いて置かれなかったりした。
唐では、宗正寺に宗正卿を置いた。
北宋・南宋でも、宗正寺に宗正卿を置いた。